# Staalkabel

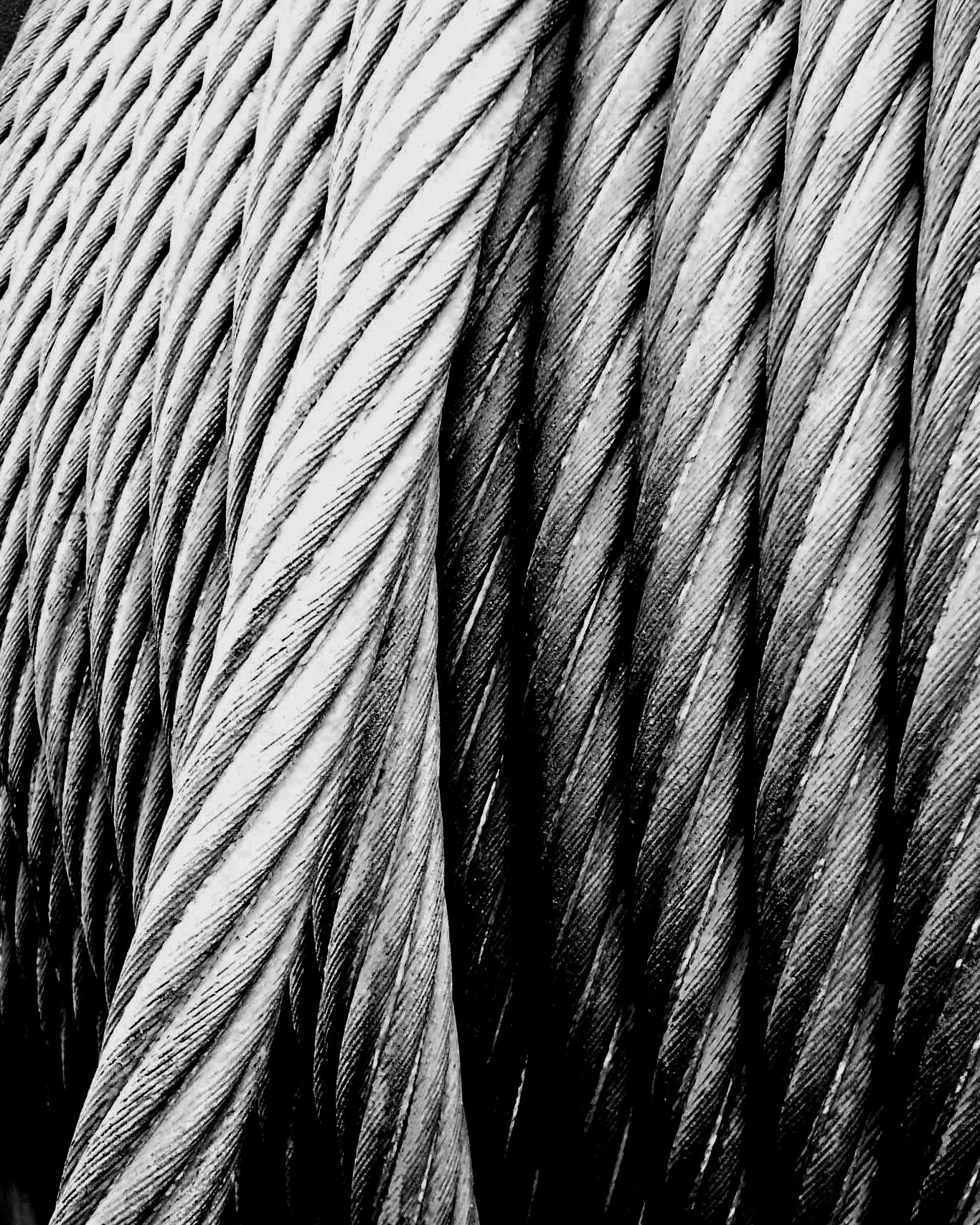
Staalkabel

Een staalkabel is een kabel bestaande uit stalen draden die rond een kern zijn geslagen. Een staalkabel dient om trekkrachten over te brengen, bijvoorbeeld bij hijswerk, liften, lieren, tuibruggen en kabelbanen. Een staalkabel bestaat uit draden die tot strengen worden geslagen. Deze worden bij meerstrengskabels rond een kern tot een kabel geslagen. Op hun beurt kunnen staalkabels worden geslagen tot een strop of een grommer, een staalkabel zonder einde. Om een staalkabel te kunnen gebruiken, is een eindverbinding nodig waarmee deze bevestigd kan worden aan het te hijsen, trekken of slepen voorwerp.
Een voordeel van staal ten opzichte van plantaardige touwvezels is, dat staal een grotere trekkracht per oppervlakte-eenheid kan opnemen en bovendien niet rekt en krimpt met het veranderen van de luchtvochtigheid, alleen met het veranderen van de temperatuur. Het is bovendien een materiaal waarvan men de eigenschappen tijdens productie onder controle heeft. Dat is bij niet-metalen veel moeilijker.

## Geschiedenis

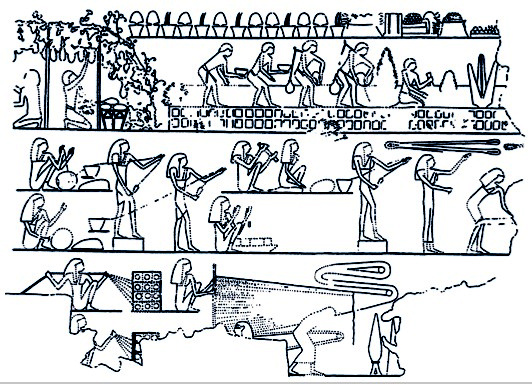
Touwfabricage in Egypte

Kabels gemaakt van huid, haar en plantenvezels zijn al bekend uit de prehistorie. Zonder touw hadden de piramides en tempels in het oude Egypte niet gebouwd kunnen worden. In de oudheid werd de fabricage van touw verfijnd waarna er tot de negentiende eeuw weinig veranderde. Tegen die tijd werd ijzer een alternatief, onder meer bij de bouw van hangbruggen. Zo werd bij een hangbrug over de Schuylkill River in de Verenigde Staten in 1816 gebruikgemaakt van ijzerdraad, terwijl ook in Schotland en Frankrijk de nodige hangbruggen werden gebouwd. Vooral in Frankrijk werd daarbij ook de theorie verder ontwikkeld, onder meer door Navier, Vicat, Dufourt en Seguin. De doorbraak waarbij meerdere draden en strengen tot kabel werden geslagen ontstond echter in de mijnbouw in Duitsland.

### Albert-kabel

Doorsnede van de Albert-kabel

Waar touw niet voldeed, maakte men wel gebruik van ketting. Mijningenieur Julius Albert in Clausthal zag de voordelen van beide, de hoge treksterkte van de ijzeren ketting en de parallel dragende strengen van kabels. Dat laatste was een probleem bij kettingen waar vermoeiingsbreuken bij gebruik in de mijnbouw bijzonder gevaarlijk waren, aangezien bij een enkele breuk de gehele ketting faalt. Bij kabels wordt de breuk van een enkele draad opgevangen door de andere draden en kunnen er zelfs vele draadbreuken zijn zonder dat de kabel als geheel faalt. Tussen 1824 en 1834 werkte hij aan deze problematiek, waarbij hij onder meer in 1829 een trekbank bouwde om kettingen op vermoeiing te beproeven. Rond 1830 kwam hij tot de conclusie dat kettingen de oplossing niet waren en begon hij idee uit te werken om ijzerkabels te fabriceren, daarbij geholpen door verbeteringen door Mummenthey in het productieproces van ijzerdraad.
Na de nodige testen, onder meer met de testopstelling die hij eerder gebruikte voor kettingen, begon Albert in 1834 met de fabricage van een kabel. Hij maakte hierbij gebruik van draden van 3,5mm die geleverd werden met een lengte van 17 tot 38 meter, wat het technisch maximaal haalbare was in die tijd. Hierdoor was hij gedwongen om de draden op een specifieke wijze te slaan. Met vier draden maakte hij een streng waarna met drie strengen de uiteindelijke kabel geslagen werd. De met de hand geslagen kabel had een diameter van 18mm en een lengte van 600 meter. Terwijl touw vrijwel altijd volgens kruisslag werd gefabriceerd, koos Albert er opmerkelijk genoeg voor om de strengen te slaan in de Langslag. Hierdoor lag de kabel beter in de schijven en kruisten de strengen elkaar niet. Op 23 juli 1834 werd de kabel voor het eerst toegepast in de 484 meter diepe Carolinegroeve in Clausthal. De constructie van de Albert-kabel was dusdanig dat elke draad van buitenaf geïnspecteerd kon worden, iets wat in latere constructies meestal niet meer mogelijk is. Albert voerde ook de eerste vermoeiingsproeven uit voor buiging.

### Machinale fabricage
Nieuwe ontwerpen met grotere treksterkte bleven niet uit. Dit vergde meer draden per streng, iets waar Albert zelf al aan werkte. In het Verenigd Koninkrijk hoorde Robert Stirling Newall van de Albert-kabel en ontwierp een machine om strengen en kabels machinaal te slaan. Deze strander sloeg rond een kern van hennep zes strengen met elk zes draden rond wederom een kern van hennep. Dit had wel als nadeel dat de lengte van de rechte kerndraad kleiner was dan die van de daaromheen geslagen draden waardoor de kerndraad meer rek kreeg te verduren. Ook waren nu niet meer alle draden van buitenaf te inspecteren.

### Meerdere draadlagen

Seale-constructie, 1+9+9. Door een gelijk aantal binnen- en buitendraden te kiezen, vallen de buitendraden tussen de binnendraden, wat bijdraagt aan een goede ondersteuning

Vuldraadconstructie, 1+(6+6)+12

Warrington-constructie, 1+6+(6+6)

De volgende stap was de meerdere draadlagen. Om de belasting op de buitenste laag gelijk te houden aan die in de binnenste laag werd de draadlengte gelijk gekozen. Dit kon worden bereikt door een gelijke slaghoek aan te houden. De slaglengte verschilde daardoor echter, met puntcontacten bij de draadkruisingen die in veel draadbreuken resulteerden.
Een van de oplossingen kwam van Thomas Seale in 1884 in zijn werk voor California Street Cable Railroad. De kabeltrams van San Francisco stelden hoge eisen aan de gebruikte kabels. De kabel moest buigzaam genoeg zijn om via relatief kleine schijven te kunnen lopen, terwijl de buitendraden goed bestand moesten zijn tegen slijtage. Zo kwam hij tot een ontwerp waarbij stevige buitendraden gesteund werden door een gelijk aantal binnendraden. Doordat deze een kleinere diameter hadden, kon de vereiste buigzaamheid verkregen worden. Tegelijkertijd wist hij draadkruisingen te voorkomen door de slaghoek per laag aan te passen zodat de draden parallel aan elkaar lagen.
De Seale-constructie werd daarna veel toegepast, alleen bleek de kabel door de grote buitendraden toch minder flexibel en daardoor gevoeliger voor vermoeiing. James B. Stone, werkzaam voor Washburn & Moen, verminderde de diameter van de buitendraden weer die daardoor ook in aantal moesten toenemen. De ruimtes tussen de lagen die hierbij ontstonden, vulde hij op met draden van kleine diameter. Deze filler of vuldraadconstructie is tegenwoordig de meest toegepaste staalkabelconstructie.
Een andere constructie met de parallelslag was die waarbij een streng van zes draden rond een kern werd omwikkeld met twaalf draden van twee om-en-om afwisselend diameters. Deze constructie werd vernoemd naar Warrington in Engeland, destijds een belangrijk centrum van kabelfabrikanten. Onduidelijk is echter of dit type kabel daar tussen 1884 en 1890 werd ontwikkeld. Het eerste idee was zelfs al genoteerd door de Amerikaan John Roebling rond 1850, maar hij fabriceerde deze kabel nooit, zodat niet duidelijk is of zijn ontwerp de basis was voor de Engelse kabels.

### Materiaalverbeteringen
Naast de verbeteringen in de constructie werd er ook gezocht naar sterkere materialen. Met de uitvinding van het Bessemerprocedé, genoemd naar Henry Bessemer die daar in 1855 een patent op verkreeg, en het Siemens-Martinprocedé van 1865 werd het mogelijk om staal in massa te produceren. Dit was een grote verbetering in treksterkte ten opzichte van het tot dan gebruikte smeedijzer. Halverwege de twintigste eeuw werd op grote schaal overgestapt op het oxystaalproces. De eerste toepassing van staalkabels in hangbruggen was in de in 1883 voltooide Brooklyn Bridge, ontworpen door de al genoemde Roebling en zijn zoon Washington. Met staal was het echter wel moeilijker werken doordat dit stijver was dan ijzer. Dit bleef een probleem tot men rond 1920 begon met het voorvormproces waarbij de draden en strengen al voor het slaan de vorm kregen die het in de kabel moest hebben. Doordat de draden niet meer wilden terugveren, namen interne spanningen af en de levensduur van kabels toe.
Een verdere verbetering was het patenteren, een warmtebehandeling van walsdraad waardoor deze geschikt wordt voor koude bewerking. Het draadtrekken, wat maakt dat de treksterkte enorm toeneemt, werd door deze behandeling eenvoudiger. Het proces werd uitgevonden door de Brit James Horsfall die het daarna in 1854 patenteerde, waaraan de behandeling zijn naam ontleent. Patent 1104 voor de behandeling van pianodraad was echter dusdanig vaag dat de concurrentie nog geruime tijd na het verlopen van het patent niet in staat was dit te kopiëren.

## Materiaal
De draden voor staalkabels worden veelal gemaakt van ongelegeerd staal door draadtrekken of koudwalsen van walsdraad. Een hoger koolstofgehalte betekent een hogere treksterkte. Daarom wordt gekozen voor staven met een hoog koolstofgehalte van tussen de 0,35-0,95%. Mangaan (0,5-1%) en silicium (0,2-0,3%) worden ook gebruikt om de sterkte te vergroten. Naast trek wordt een draad ook belast op torsie en bij lopend werk ook op buiging.
Diverse staalsoorten zijn gespecificeerd in Europese normen als EN 10016. Er wordt veel gebruik gemaakt van staal met een koolstofgehalte van 0,86% en een structuur van fijn perliet. Volgens EN 10016-2 is dit staalsoort C86D zijn. Verontreinigingen met fosfor en zwavel en sporen van koper, chroom, nikkel en tin zijn onwenselijk omdat deze de ductiliteit doen afnemen.
De walsdraad die zo wordt gefabriceerd, wordt daarna aan een warmtebehandeling onderworpen. Door dit zogeheten patenteren is het materiaal beter geschikt om getrokken te worden. Na verwijdering van de walshuid kan dan de draad worden getrokken. Hierbij wordt deze door meerdere trekstenen getrokken met steeds een kleinere opening. Door het trekken vergroot de treksterkte en neemt de breekrek af. Eventueel kan de draad daarna verzinkt worden om corrosie tegen te gaan. Profieldraden worden wel gewalst in plaats van getrokken.
Roestvast staal en antimagnetisch materiaal worden in uitzonderlijke gevallen ook wel gebruikt.

## Constructie
Er zijn vele verschillende draadconstructies, afhankelijk van de toepassing. Elke staalkabel bestaat echter uit een kern waaromheen draden of strengen zijn geslagen. Als er rond de kern alleen draad is geslagen, dan betreft het een enkelstrengskabel. Bij kabels die over schijven lopen – lopend werk – worden echter over het algemeen meerstrengskabels gebruikt. Deze kabels kunnen op hun beurt weer rond elkaar geslagen worden. Deze kabelslag-kabels worden als stroppen bij de zeer zware hijsen in de offshore.
Draden zijn de bouwstenen van een staalkabel. Ze liggen in een of meer lagen in een bepaald patroon rond een kern en vormen zo een streng. Deze strengen liggen ook weer rond een kern en vormen zo de kabel te vormen. De treksterkte van een kabel wordt voor meer dan 90% bepaald door de strengen en bij een vezelkern voor 100%.
Staalkabels die vaak in zeewater werken kunnen inwendig geseald met een kunststof. Hierdoor wordt niet enkel de corrosie tegengegaan, maar kunnen ook de strengen beter worden gesmeerd en kan zelfs voorkomen worden dat de strengen elkaar aanraken.

### Kern
De kern ondersteunt de strengen daaromheen en houdt deze in positie. Er zijn drie hoofdtypes. Een vezelkern bestaat uit kunststof, vaak polypropeen, of natuurlijke vezels als sisal of hennep en is het meest flexibel en elastisch, maar wordt gemakkelijk geplet. Het tweede type met een streng als kern wordt meestal alleen gebruikt voor zeer kleine kabels. Het derde type heeft een streng als kern waarvan de opbouw verschilt van de strengen daaromheen. Deze is de meest duurzame en heeft een grote breukvastheid, is sterk, heeft een lage rek en is goed bestand tegen warmte.

### Draad
Veelgebruikt zijn ronde draden, maar ook gevormde of geprofileerde draden komen voor. Gevormde draden worden onder meer gebruikt bij gesloten kabels. Hierbij komen Z-profielen, H-profielen en trapeziumprofielen voor. Driehoekige, rechthoekige en ovale profielen worden gebruikt om driehoekige en ovale strengen te maken.

### Strengen
Een streng is geslagen van verschillende draden rond een kerndraad. De draden kunnen dezelfde diameter hebben, maar voor meer veeleisende doeleinden zullen verschillende diameters worden gekozen. Met behulp van cijfers wordt aangegeven hoe de streng per laag is opgebouwd. Dus 1+6+12 betekent een kerndraad met een binnenlaag van zes manteldraden en een buitenlaag van 12 manteldraden.
Voor meerstrengskabels kunnen gelijksoortige strengen worden gebruikt, maar ook hiervoor geldt dat deze verschillend gekozen kunnen worden naargelang de eisen die eraan worden gesteld.

#### Normaalconstructie
Aanvankelijk werd elke laag van een streng onder dezelfde slaghoek geslagen met draden van gelijke diameter. De slaglengte van de buitenlaag was daardoor groter dan die van een binnenlaag, terwijl de lagen elkaar kruisten. Dit resulteerde in puntcontacten bij de draadkruisingen met extra buiging en grote plaatselijke
dwarsbelasting tot gevolg. Dit veroorzaakt weer meer slijtage en daardoor een kortere levensduur, terwijl de kabel tijdens het gebruik minder soepel wordt.

#### Parallelconstructie
De parallelslag vermijdt de genoemde problemen door de slaghoek per laag zo aan te passen dat de slaglengte gelijk is. Hierdoor kruisen de draden elkaar niet meer, maar lopen deze parallel en maken daarbij lijncontact in plaats van puntcontact. De diameter van de draden verschilt hierbij wel per laag. Als deze niet goed op elkaar zijn afgestemd, dan ondersteunen de lagen elkaar onvoldoende. Enkele belangrijke parallelconstructies zijn:

##### Seale
De strengen van een Seale-constructie bestaan uit een kerndraad, een binnenlaag van minimaal acht draden omgeven door een buitenlaag met een gelijk aantal draden. De buitenste draden zijn dikker dan de binnenste. Dit is de meest robuuste strengconstructie en heeft een hoge weerstand tegen slijtage door de dikke buitendraden, maar is daardoor ook tamelijk stijf.

##### Vuldraadconstructie
De vuldraadconstructie is heeft dunnere buitendraden dan de Seale-constructie en is daardoor beter bestand tegen sterke buigingen. De binnenlaag rond de kern bestaat daarbij uit minimaal 5 draden met een buitenlaag van tweemaal zoveel draden. De ruimte tussen de binnen- en buitenlaag wordt daarbij opgevuld met dunne draden. Bij dunne kabels kunnen de vuldraden erg dun worden en daarmee kwetsbaar.

##### Warrington
In de Warrington-constructie heeft de buitenlaag het dubbele aantal draden waarvan de helft van de draden is dunner dan de andere.

##### Warrington-Seale
De Warrington-Seale-constructie combineert de Seale- en Warrington-constructie. De eerste laag bestaat hierbij uit minimaal 5 draden met daaromheen een tweede laag, de Warringtonlaag met het dubbele aantal draden, afwisselend dik en dun. De derde laag heeft evenveel draden als de tweede maar deze zijn van gelijke dikte. Door de drie lagen kan de inwendige wrijving iets groter zijn.

#### Geperste strengen
Zeer hoogwaardige staalkabels worden aan de buitenkant soms in een ronde vorm geperst. Geperste kabels bieden betere prestaties in vergelijking met conventionele kabelconstructies. Deze kabels hebben een hogere breekkracht, een betere vulling, een grotere flexibiliteit en een betere contactlijn met schijven dan vergelijkbare conventionele kabels. Er zijn twee soorten samengeperste kabels, met verdichte strengen en geperste kabels. Verdichte strengen worden geproduceerd door conventionele strengen gemaakt van ronde draden door een trekijzer te persen. Dit vervormt de draden gedeeltelijk, vermindert de strengdiameter en egaliseert het oppervlak. Persen kan ook worden toegepast nadat de kabel is vervaardigd. Hierbij wordt de gehele kabelomtrek gecomprimeerd waardoor de individuele oppervlaktedraden vlak worden en gaten tussen de strengen sluiten.

### Slagrichting
De strengen worden op hun beurt in een spiraal- of schroeflijnvorm rond de kern geslagen. De slagrichting kan daarbij rechts of links, in kruisslag in langslag zijn, afwisselend om en om en afwisselend twee om een. Als een kabel niet nader wordt gespecificeerd, dan betreft het een rechtse kruisslag. Een rechtse en linkse kabel dienen niet onder kracht aan elkaar te worden verbonden, aangezien deze elkaar zullen uitdraaien.

#### Kruisslag
De draden liggen bij kruisslag  evenwijdig aan de as van de kabel. Dit wordt bereikt door de slagrichting van de strengen tegengesteld te maken aan de slagrichting van de draden in de strengen. Dit type slag heeft een goede knik- en draaiweerstand en is goed bestand tegen vervorming.

#### Langslag
Bij de Langslag is liggen de draden dwars op de kabelas door de slagrichting van de strengen gelijk te maken aan de slagrichting van de draden. Dit type slag biedt meer weerstand tegen slijtage en flexibeler, maar draait sneller uit.

#### Draaiarm
Zodra een kabel op trek wordt belast, zal deze een moment ondervinden in een richting tegenovergesteld aan de slagrichting en dus willen uitdraaien. Bij een draaiarme kabel zijn de verschillende lagen in tegengestelde richting geslagen waarbij de momenten van de links geslagen laag die van de rechts geslagen laag ten dele opheft. Nadeel is dat er puntcontacten bij de draadkruisingen zijn met extra buiging en grote plaatselijke dwarsbelasting tot gevolg. Dit geeft meer slijtage en kan daardoor een kortere levensduur tot gevolg hebben. Draaiarme constructies zullen ook enige draaiing ondervinden.

## Treksterkte
De treksterkte van een kabel is afhankelijk van de sterkte van de individuele strengen en van de vullingsgraad van de kabel. Er zijn verschillende manieren om staalkabels te slaan (zogenaamde langslag- of dwarsslagkabels), waardoor een betere vullingsgraad te bereiken is, maar ook vragen sommige toepassingen om bijzondere opbouw van de staalkabel.

## Smering
Smering vermindert de interne wrijving tussen de draden en strengen en de externe wrijving met trommel en schijven bij lopend werk. Tijdens de productie worden staalkabels dan ook al voorzien van vet. Naast deze smerende werking heeft het vet ook een conserverende werking, i.e. de bescherming tegen roestvorming. Bij een geïmpregneerde vezelkern kan deze gedurende de levensduur de kabel nog smeren.
Het vet gaat echter vooral bij lopend werk na verloop van tijd verloren, zodat smering gedurende het gebruik de levensduur kan verlengen. De gebruikte smering moet dan wel doordringen tot in de kern van de kabel. Het moet ook voldoende adhesie hebben om zo aan de kabel te blijven kleven. Zodra er echter corrosie en draadbreuken zijn opgetreden, dan is vervanging de enige optie. Smering zou dan namelijk juist de frictie verminderen die mogelijk de draad nog bij elkaar houdt ondanks de draadbreuken. Een plotselinge kabelbreuk zou dan het gevolg kunnen zijn.

## Inspectie

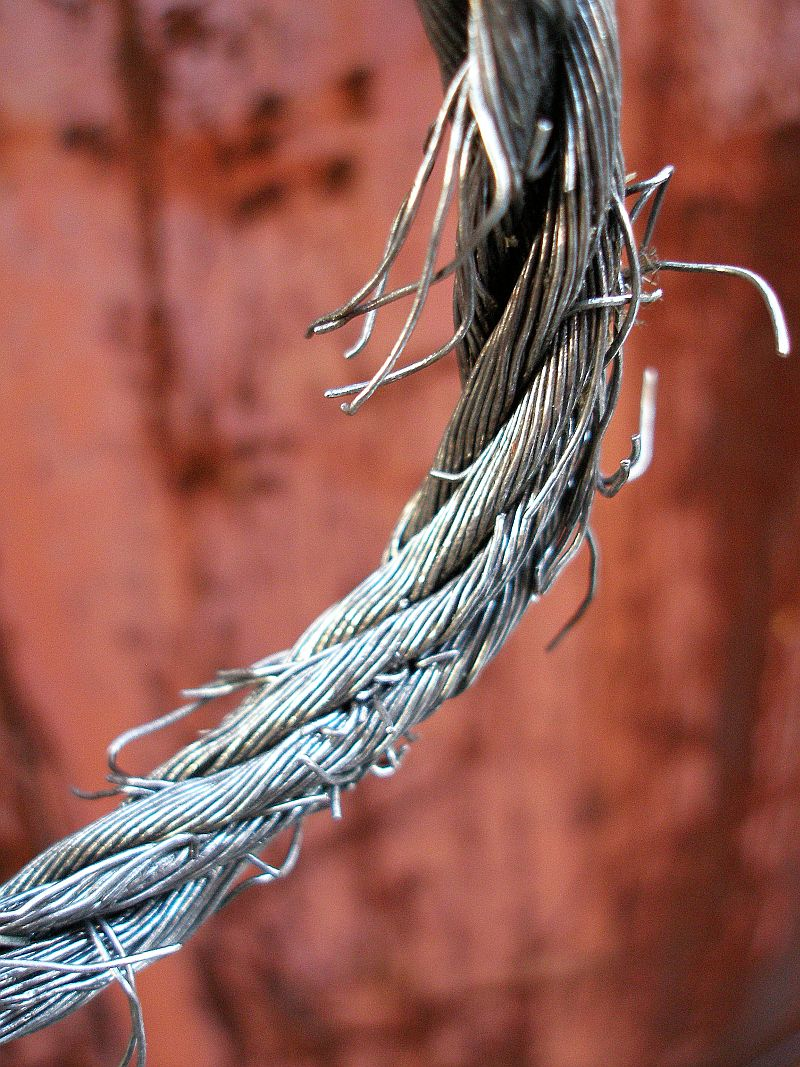
Versleten kabel, waarbij de afzonderlijke draden goed te zien zijn

Voor hef- en hijsmiddelen is een periodieke visuele inspectie verplicht, dus ook voor staalkabels die gebruikt worden bij hijswerk. Dit is veelal jaarlijks, in het Verenigd Koninkrijk zelfs halfjaarlijks. Voor België gebeurt dit op basis van art.281 van het A.R.A.B., en dienen kabels voor hijswerkzaamheden om de 3 maanden gekeurd te worden door een E.D.T.C. Om aan te geven dat een hijsmiddel geïnspecteerd is, wordt wel gebruikgemaakt van een jaarkleurensysteem. Dit kan een systeem zijn op basis van de Internationale Maritieme Organisatie, maar er kan ook een eigen systeem worden gebruikt. Bij staalkabels wordt de markering veelal aangebracht op de eindverbinding.
Staalkabels kunnen uitwendig gecontroleerd worden door met een dot poetskatoen langs de kabel te lopen. Bij iedere breuk blijft een pluisje hangen. Bij te veel draadbreuken moet de kabel afgekeurd worden. Een deel van de kabel kan ook door middel van destructief testen worden onderzocht. Kabels kunnen verder niet-destructief met een elektronisch meetinstrument in- en uitwendig worden gecontroleerd. Door deze elektronische controle kan de toegestane veilige levensduur van de kabel behoorlijk worden verlengd.

### Buitengebruikstelling
Wanneer kabels buiten gebruik moeten worden gesteld, is afhankelijk van de toepassing. Bij hijskranen geeft ISO 4309 de nodige criteria, zoals draadbreuken, kinken, kurkentrekkers, vogelkooien, slijtage en corrosie. Zogenaamde kurkentrekkers komen vooral voor bij draden met een vezelkern. Door slijtage van de kern dringt een van de draden steeds verder naar binnen tot deze in zijn geheel de plaats van de vezelkern inneemt. Dit lijkt dan op een kurkentrekker. Bij een zogenaamde vogelkooi liggen de strengen van de buitenlaag volledig los van de rest van de kabel en vormen als het ware een vogelkooi.

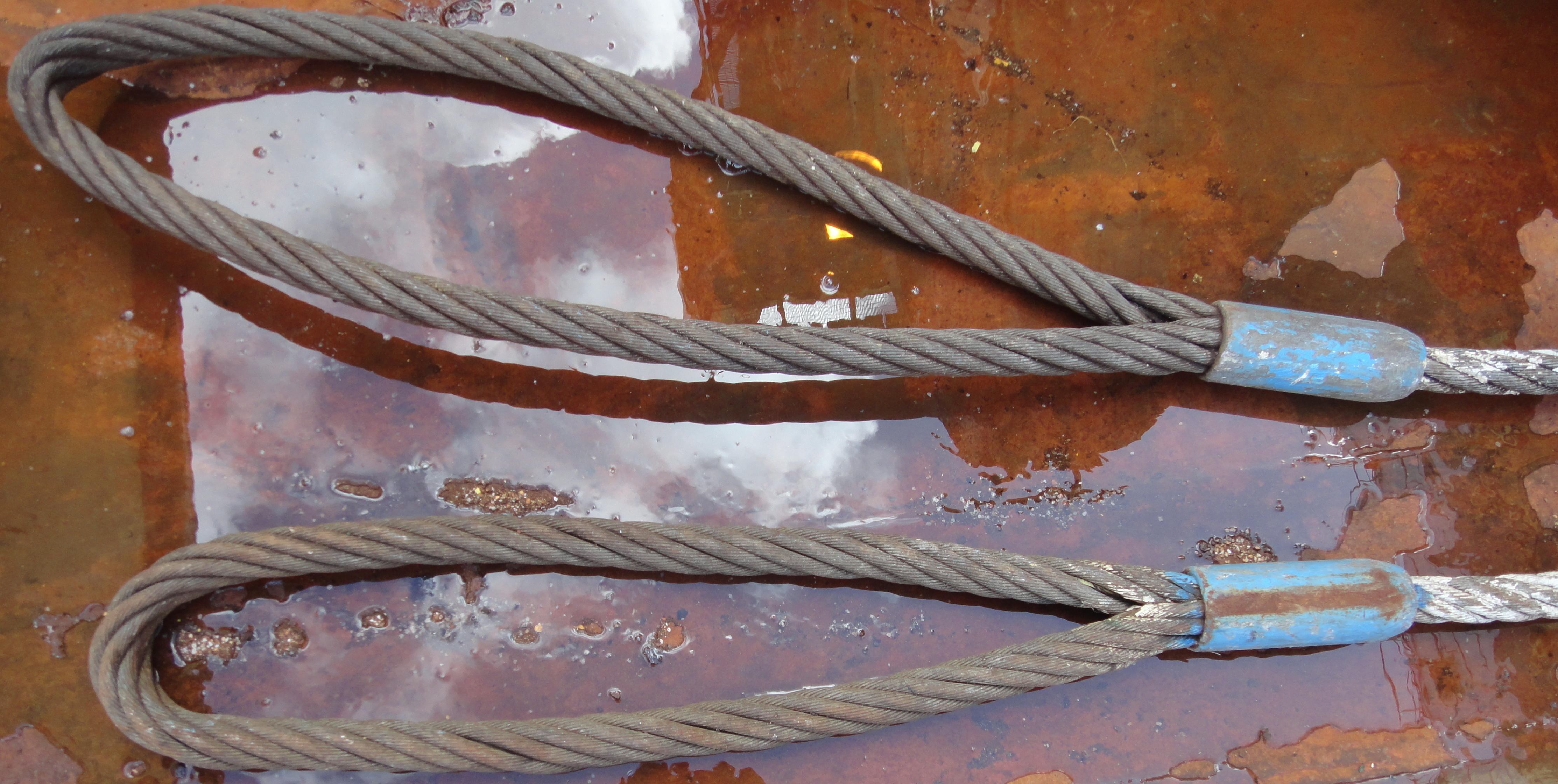
Twee superloops met blauwe jaarkleur

## Eindverbinding

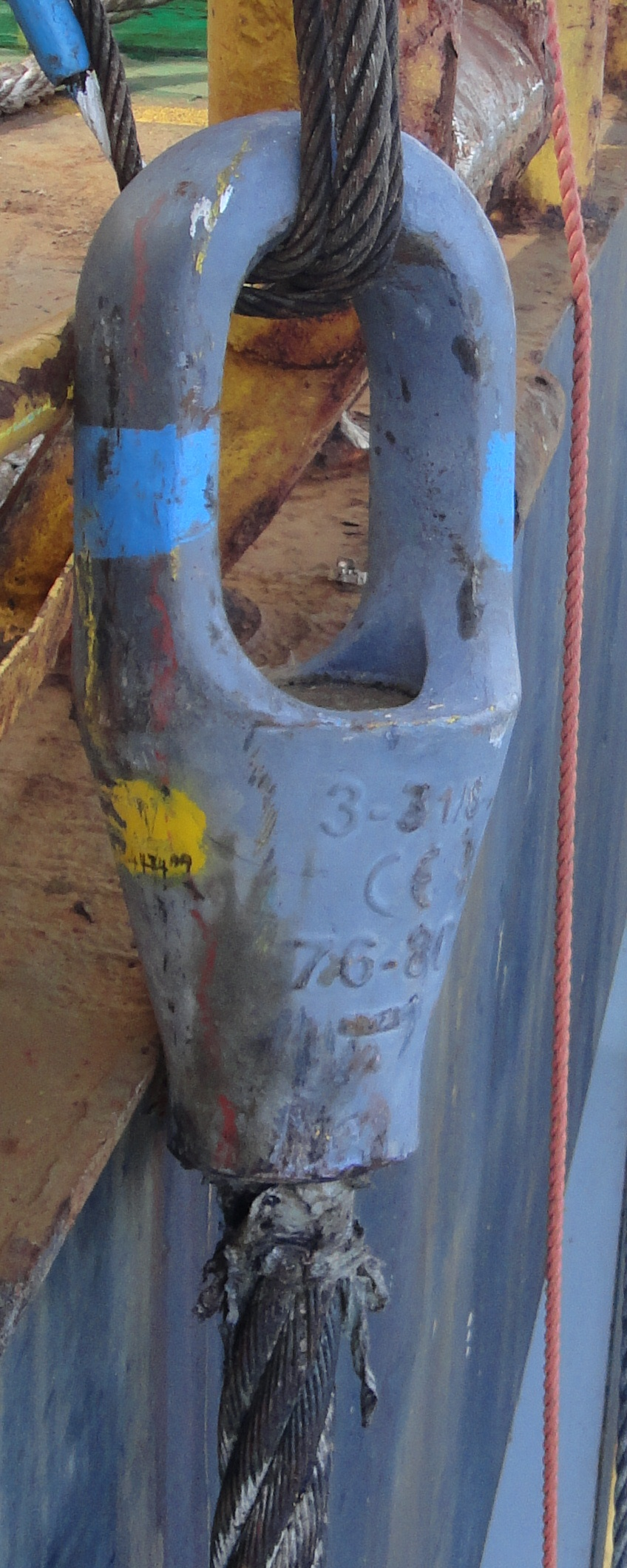
Gesloten aangegoten sok

Om een staalkabel te kunnen gebruiken, moet deze vastgemaakt kunnen worden aan het te hijsen, te slepen of te trekken voorwerp. Om kracht over te brengen zijn eindverbindingen nodig. De gebruikte verbindingstechnieken berusten alle op wrijving of hechting, maar daarbij zijn vele verschillende eindverbindingen mogelijk. Zo kan de eindverbinding uit de draad zelf bestaan waarbij deze in een lus of oog wordt teruggeslagen. Deze kunnen ook worden uitgevoerd met een kous in het oog. Er kan ook een huis of sok (socket) aan de draad worden bevestigd.